# Indigo Girls
Az Indigo Girls egy amerikai folk-rock énekes duó.

## Pályakép
Az Indigo Girls egy amerikai folk-rock duó (Atlanta, Georgia): Amy Ray (sz.: 1964) és Emily Saliers (sz.: 1963). Még az általános iskolában ismerkedtek meg. Saliers egy évvel idősebb, mint Ray. Középiskolásként kezdtek együtt fellépni a Georgia állambeli Decaturban. Már Indigo Girls néven kezdtek fellépni az Emory University School of Law hallgatóiként, és hetente léptek fel az Emory Village-i The Dugout bárban.
Ray meglátogatta Saliers-t New Orleansban, ahol alkalmanként felléptek a francia negyedben. Salier apja metodista teológiaprofesszor volt. Indigo Girls néven 1985 óta zenélnek.
1987-ben jelent meg első teljes albumuk „Strange Fire” címmel. Ez felhívta rájuk Russell Carter figyelmét, aki azóta is a menedzserük.
A R.E.M., a The B-52's, a 10 000 Maniacs, Tracy Chapman és Suzanne Vega sikerüket látva drukkereik lettek. Az Epic Records is tfelfigyelt rájuk.
Az Indigo Girls 1989-ben jelent meg. Rajta van legismertebb slágerük, a „Closer to Fine” is. A legjobb új zenekarként kaptak Grammy-díjra jelölést. 1990: Grammy-díj − „Best Contemporary Folk Album”. 1991-ben az Indigo Girls című album platinalemez lett.

## Tagok
- Emily Saliers, Amy Ray

## Albumok
- Strange Fire (1987/1989)
- Indigo Girls (1989)
- Nomads Indians Saints (1990)
- Back on the Bus, Y'all (Live EP, 1991)
- Rites of Passage (1992)
- Swamp Ophelia (1994)
- 4.5 składanka („Ez meg az”; csak US − 1995)
- 1200 Curfews (Live, 1995)
- Shaming of the Sun (1997)
- Come On Now Social (1999)
- Retrospective (gyűjtemény, 2000)
- Become You (2002)
- All That We Let In (2004)
- Rarities (2005)
- Despite Our Differences (2006)
- Poseidon and The Bitter Bug (2009)
- Holly Happy Days (2010)
- Staring Down The Brilliant Dream (2010)
- Beauty Queen Sister (2011)

## Szólóprojektek
Amy Ray saját kiadója, a Daemon Records, amelyet 1990-ben alapított. Itt jelent meg két stúdióalbuma, a „Stag” (2001) és a Prom (2005), valamint a „Live from Knoxville” (2007) című élő albuma is.
Emily Sailers 2004-ben a filmzenét komponált a „One Weekend a Month” című rövidfilmhez. 2014-ben kezdett dolgozni „Murmuration Nation” című szólóalbumán, amely 2017-ben jelent meg.

## Díjak
- 1990: Grammy-díj − „Best Contemporary Folk Album”